# کوین اولیمپا
کوین اولیمپا (انگلیسی: Kévin Olimpa؛ زادهٔ ۱۰ مارس ۱۹۸۸) بازیکن فوتبال اهل فرانسه است.
از باشگاه‌هایی که در آن بازی کرده‌است می‌توان به باشگاه فوتبال بوردو و باشگاه فوتبال آنژه اشاره کرد.
وی همچنین در تیم‌های ملی فوتبال زیر ۲۱ سال فرانسه و مارتینیک بازی کرده‌است.